# Калија
Калија је био атински политичар, који је 449. п. н. е. склопио са Персијанцима тзв Калијин мир. Тим миром су завршени Грчко-персијски ратови. 
Кад се вратио са склапања споразума, оптужују га за издају и новчано кажњавају.